# Harry Wilson
Harry Wilson (Wrexham, 22 maart 1997) is een Welsh voetballer die doorgaans als linksbuiten speelt. Hij stroomde in 2015 door vanuit de jeugd van Liverpool. Wilson debuteerde in 2013 in het Welsh voetbalelftal.

## Clubcarrière

### Liverpool
Wilson kwam bij Liverpool terecht als speler in de onder 9. Tijdens het seizoen 2012/13 was Wilson een vaste waarde in de onder 16 en maakte hij ook zijn eerste minuten in de onder 18. Aan het begin van het volgende seizoen werd hij definitief gepromoveerd naar de onder 18. In 2014 was Wilson gedeeld topscorer met Sheyi Ojo op de Future Cup.
In juli 2014 tekende Wilson zijn eerste professionele verbintenis bij de club. Hij nam deel aan de UEFA Youth League 2014/15 waarin Liverpool de laatste 16 haalde.
Op 11 juli 2015 werd Wilson opgenomen in de eerste selectie van Liverpool voor een pre-season toer in Thailand, Australië en Maleisië. Op 16 augustus 2015 werd hij verkozen tot beste aanvaller van de Otten Cup 2015.

### Verhuur aan Crewe Alexandra
Op 26 augustus 2015 ging Wilson voor vier maanden (tot 5 januari 2016) op huurbasis aan de slag bij Crewe Alexandra, uitkomend in de League One. Hij maakte zijn debuut op 12 september 2015 toen hij in de wedstrijd tegen Millwall na 67 minuten het veld in kwam als vervanger van David Fox. Op 20 oktober 2015 startte Wilson tegen Burton Albion voor het eerst in de basiself. Op 1 december 2015 werd Wilson teruggehaald vanwege tegenvallende prestaties.

### Fulham
Op 24 juli 2021 verhuisde Wilson, na 16 jaar te hebben gespeeld voor Liverpool, op huurbasis naar Fulham, uitkomend in de Championship. In 2022 tekende hij bij Fulham een contract voor vier jaar, waarmee de overstap van Liverpool naar Fulham definitief werd.

## Clubstatistieken
| Seizoen | Club              | Competitie     | Wed. | Goals |
| ------- | ----------------- | -------------- | ---- | ----- |
| 2015/16 | Liverpool         | Premier League | 0    | 0     |
| 2015/16 | → Crewe Alexandra | League One     | 7    | 0     |
| 2016/17 | Liverpool         | Premier League | 0    | 0     |
| 2017/18 | → Hull City       | Championship   | 13   | 7     |
| 2018/19 | → Derby County    | Championship   | 40   | 15    |
| 2019/20 | → AFC Bournemouth | Premier League | 13   | 6     |
| Totaal  | Totaal            | Totaal         | 73   | 28    |

## Interlandcarrière
Wilson debuteerde op 15 oktober 2013 in het Welsh voetbalelftal, in een WK-kwalificatiewedstrijd tegen België. Hij viel na 87 minuten in voor Hal Robson-Kanu. Een minuut later maakte Aaron Ramsey 1–1, tevens de eindstand. Wilson maakte op 22 maart 2018 zijn eerste interlanddoelpunt. Hij zorgde toen voor de 0–4 in een met 0–6 gewonnen oefeninterland in en tegen China.
In november 2022 werd bekendgemaakt dat Wilson deel uit zou maken van de selectie van Wales voor het WK 2022 in Qatar.
| Interlands van Harry Wilson voor Wales | Interlands van Harry Wilson voor Wales | Interlands van Harry Wilson voor Wales | Interlands van Harry Wilson voor Wales | Interlands van Harry Wilson voor Wales | Interlands van Harry Wilson voor Wales | Interlands van Harry Wilson voor Wales |
| Nr.                                    | Datum                                  | Wedstrijd                              | Uitslag                                | Competitie                             | Goals                                  | Assists                                |
| Als speler van Liverpool               | Als speler van Liverpool               | Als speler van Liverpool               | Als speler van Liverpool               | Als speler van Liverpool               | Als speler van Liverpool               | Als speler van Liverpool               |
| -------------------------------------- | -------------------------------------- | -------------------------------------- | -------------------------------------- | -------------------------------------- | -------------------------------------- | -------------------------------------- |
| 1                                      | 15 oktober 2013                        | België – Wales                         | 1 – 1                                  | WK 2018 kwalificatie                   | 0                                      | 0                                      |
| Als speler van Hull City               |                                        |                                        |                                        |                                        |                                        |                                        |
| 2                                      | 22 maart 2018                          | China – Wales                          | 0 – 6                                  | Vriendschappelijk                      | 1                                      | 1                                      |
| 3                                      | 26 maart 2018                          | Wales – Uruguay                        | 0 – 1                                  | Vriendschappelijk                      | 0                                      | 0                                      |
| 4                                      | 29 mei 2018                            | Mexico – Wales                         | 0 – 0                                  | Vriendschappelijk                      | 0                                      | 0                                      |
| Als speler van Derby County            |                                        |                                        |                                        |                                        |                                        |                                        |
| 5                                      | 11 oktober 2018                        | Wales – Spanje                         | 1 – 4                                  | Vriendschappelijk                      | 0                                      | 0                                      |
| 6                                      | 16 oktober 2018                        | Ierland – Wales                        | 0 – 1                                  | UEFA Nations League                    | 1                                      | 0                                      |
| 7                                      | 16 november 2018                       | Wales – Denemarken                     | 1 – 2                                  | UEFA Nations League                    | 0                                      | 0                                      |
| 8                                      | 20 november 2018                       | Albanië – Wales                        | 1 – 0                                  | Vriendschappelijk                      | 0                                      | 0                                      |

## Trivia
De opa van Wilson, Peter Edwards, won 125.000 pond nadat hij 50 pond had gewed op het international worden van Wilson. Hij deed dit toen zijn kleinzoon pas achttien maanden oud was.
1 Leno ·
2 Tete ·
3 Bassey ·
5 Andersen ·
6 Reed ·
7 Jiménez ·
8 Wilson ·
9 Muniz ·
10 Cairney  ·
11 Traoré ·
12 Vinícius ·
15 Cuenca ·
16 Berge ·
17 Iwobi ·
18 Pereira ·
19 Nelson ·
20 Lukić ·
21 Castagne ·
22 Willian ·
23 Benda ·
30 Sessegnon ·
31 Diop ·
32 Smith Rowe ·
33 Robinson ·
Coach: Silva
· Assistent-coach: Santos
1 Hennessey ·
2 Gunter ·
3 Williams ·
4 B. Davies ·
5 Lockyer ·
6 Rodon ·
7 Allen ·
8 Wilson ·
9 T. Roberts ·
10 Ramsey ·
11 Bale  ·
12 Ward ·
13 Moore ·
14 C. Roberts ·
15 Ampadu ·
16 Morrell ·
17 Norrington-Davies · 
18 Williams ·
19 Brooks ·
20 James ·
21 A. Davies ·
22 Mepham · 
23 Levitt · 
24 Cabango · 
25 Colwill · 
26 Smith · 
Coach: Page
1 Hennessey ·
2 Gunter ·
3 N. Williams ·
4 B. Davies ·
5 Mepham ·
6 Rodon ·
7 Allen ·
8 Wilson ·
9 Johnson ·
10 Ramsey ·
11 Bale  ·
12 Ward ·
13 Moore ·
14 Roberts ·
15 Ampadu ·
16 Morrell ·
17 Lockyer ·
18 J. Williams ·
19 Harris ·
20 James ·
21 A. Davies ·
22 Thomas ·
23 Levitt ·
24 Cabango ·
25 Colwill ·
26 Smith ·
Coach: Page